# Multidentorhodacarus differentis
Multidentorhodacarus differentis är en spindeldjursart som beskrevs av Wolfgang Karg och Anita Schorlemmer 2009. Multidentorhodacarus differentis ingår i släktet Multidentorhodacarus och familjen Rhodacaridae. Inga underarter finns listade i Catalogue of Life.